# André Renard

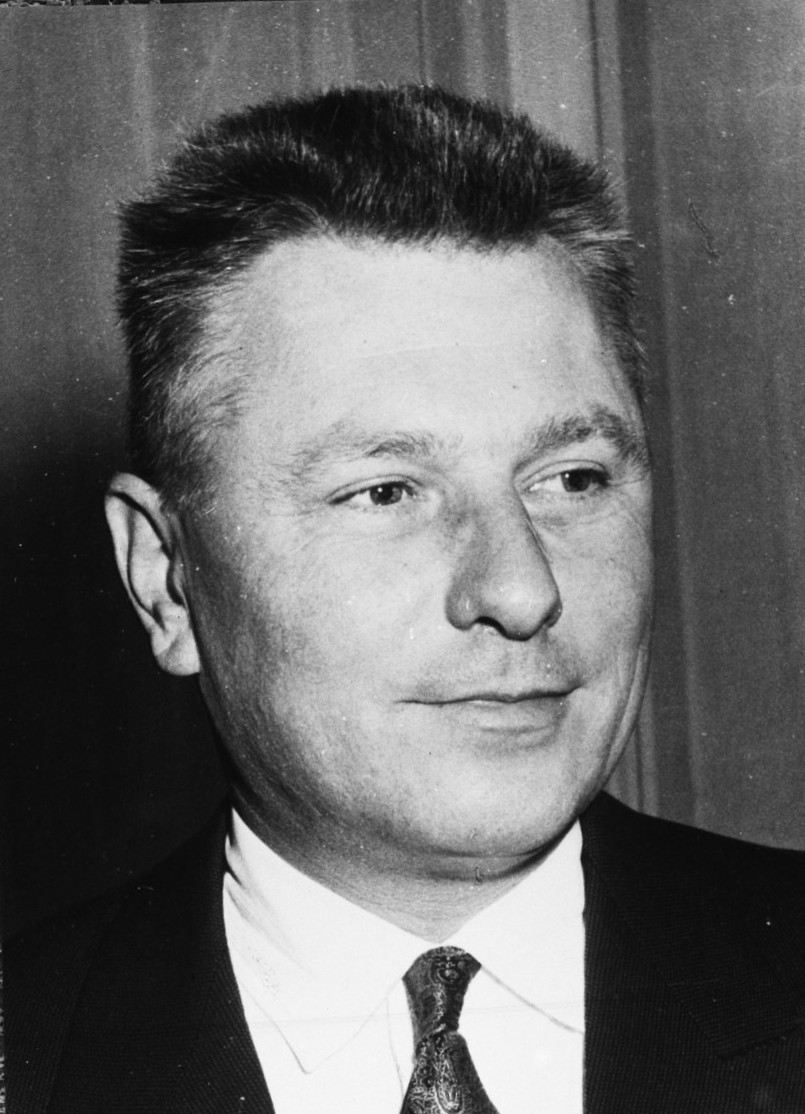
André Renard in 1961.

André Renard (Valenciennes, 21 mei 1911 - Luik, 20 juli 1962) was een Belgisch syndicalist en Waals militant.

## Levensloop
André Renard werd beroepshalve arbeider. Nadat hij als gevolg van de wereldwijde economische crisis en de problemen in de Waalse industrie ontslagen werd, begon hij te ijveren voor betaalde vakantie en een 40-urige werkweek. Later begon hij ook te strijden tegen het fascisme. In de Spaanse Burgeroorlog steunde hij dan ook de linkse republikeinen. Via Isidore Delvigne belandde Renard in de Fédération des métallurgistes van Luik en werd er in 1937 verantwoordelijke van de studie- en de documentatiedienst.
Toen de Tweede Wereldoorlog uitbrak, werd hij opgeroepen voor de militaire dienst en vocht mee tijdens de Achttiendaagse Veldtocht. Nadat Renard krijgsgevangene was geworden, werd hij gedeporteerd naar Duitsland. In 1942 werd hij wegens gezondheidsredenen vrijgelaten.
Na zijn terugkeer naar België werd Renard actief in het Verzet. Hij richtte de illegale vakbond Mouvement Syndical Unifié (MSU) op, waarvan hij de directeur werd. Deze vakbond had een radicaal programma en zou de basis vormen van het latere FGTB, dat op 29 april 1945 ontstond door een fusie van verschillende socialistische syndicaten, waaronder de MSU. De christelijke vakbonden weigerden zich daarbij aan te sluiten.
Na de bevrijding werd Renard in 1944 voorzitter van de Federatie van Syndicaten van het arrondissement Luik, waarna hij in 1945 nationaal secretaris van de Fédération des Métallurgistes werd. Van 1946 tot 1948 en van 1949 tot 1953 was hij ook nationaal secretaris van het FGTB.
Door deze functies werd Renard een belangrijk vakbondsleider, die door zijn charismatische houding populair was onder de arbeiders. Als vakbondsleider was hij ook bekend om zijn onderhandelingsvaardigheden en het feit dat hij de eisen van de vakbonden goed kon verwoorden. In 1953 werd hij door Louis Major aangeduid als adjunct-secretaris-generaal van de FGTB.
In de jaren 1950 werd Major een voorstander van het Europese project. Hij begon samen met een aantal intellectuelen en experten een nieuw sociaaleconomisch programma van de FGTB op te stellen, met als belangrijkste programmapunt het hervormen van de staatsstructuren met als doel de controle op de belangrijkste economische sectoren te vergemakkelijken. Het programma van Renard werd op de buitengewone FGTB-congressen van 1954 en 1956 goedgekeurd.
Renard, eveneens militant van de Waalse Beweging en voorstander van federalisme, werd ook politiek actief voor de PSB. Dit regionalisme veroorzaakte spanningen, zowel binnen de PSB als binnen de FGTB. De PSB steunde echter het economisch programma van structuurhervormingen van de syndicaten en ook het idee om de structuur van de PSB meer te federaliseren.
Het was tijdens de Koningskwestie dat Renard in een openbaar manifest voor de eerste keer zijn voorkeur gaf aan federalisme, omdat dit beter zou zijn voor de Waalse belangen, die nergens in de nationale structuren goed vertegenwoordigd werden. Tien jaar later, in 1960, ontstond als gevolg van de stakingen tegen de Eenheidswet (die vooral in Wallonië plaatsvonden) de Mouvement populaire Wallon, dat ijverde voor structurele hervormingen en federalisme. Deze beweging werd door Renard opgericht en hij werd er de voorzitter van. Als gevolg hiervan verliet hij de nationale directie van de FGTB en stapte hij ook uit de PSB. Hij besloot zich voortaan alleen nog bezig te houden met druk uitoefenen op de linkse krachten om bij te dragen tot een radicale verandering van de maatschappij, te beginnen met Wallonië.
Renard bleef voorzitter van het MPW tot aan zijn plotse overlijden in 1962. Hij organiseerde talrijke meetings, optochten en congressen om meer voorstanders te vinden voor zijn federalistische ideeën. Daarnaast was hij van 1952 tot 1962 ook directeur van de krant La Wallonie en van 1961 tot 1962 van de krant Combat.